# Zizania latifolia
Espèce
Zizania latifolia (riz sauvage de Mandchourie) est une espèce de plantes monocotylédones de la famille des Poaceae, originaire de Chine.
C'est une plante herbacée aquatique, vivace par ses rhizomes, dont les graines étaient autrefois récoltées dans des peuplements naturels de Chine, mais qui est désormais cultivée pour ses tiges dont la base est renflée sous l'action d'un champignon du genre Ustilago et qui sont consommées comme légume.

## Distribution et habitat
L'aire de répartition originelle de Zizania latifolia comprend les pays suivants : Chine (Anhui, Fujian, Guangdong, Guangxi, Guizhou, Hainan, Hebei, Henan, Hubei, Hunan, Jiangsu, Jiangxi, Jilin, Liaoning, Shaanxi, Shandong, Sichuan, Taiwan, Yunnan, Zhejiang), Inde, Japon, Corée, Myanmar (Birmanie), Russie (Extrême-Orient russe), Taïwan et Viêt Nam.
L'espèce a été introduite à Hawaï, en Nouvelle-Zélande et au Royaume-Uni.
Zizania latifolia pousse dans les eaux peu profondes des bords de lacs et de marécages, formant de grandes masses.

### Plante envahissante
Introduite accidentellement dans les années 1900 en Nouvelle-Zélande, Zizania latifolia s'y est naturalisée et est considérée comme une plante envahissante.
L'importation des tiges est interdite aux États-Unis afin de protéger du champignon associé (Ustilago esculenta) les espèces de riz sauvage indigènes d'Amérique du Nord .

## Utilisation
Zizania latifolia  est une plante cultivée en Asie, non pas pour la production de graines comme c'est le cas pour les autres espèces de riz sauvage, mais pour la production d'un légume particulier : ses tiges enflées par les galles causée par un champignon du groupe des charbons, Ustilago esculenta. Lorsque le champignon envahit la plante-hôte, il provoque une hypertrophie, augmentant la taille des cellules et leur nombre. L'infection par le champignon Ustilago esculenta inhibe la floraison de la plante et interdit la mise à graines de sorte que la plante doit être reproduite par multiplication végétative grâce à ses rhizomes.
Les nouvelles pousses sont infectées par les spores présentes dans le milieu environnant, qui est généralement une rizière.

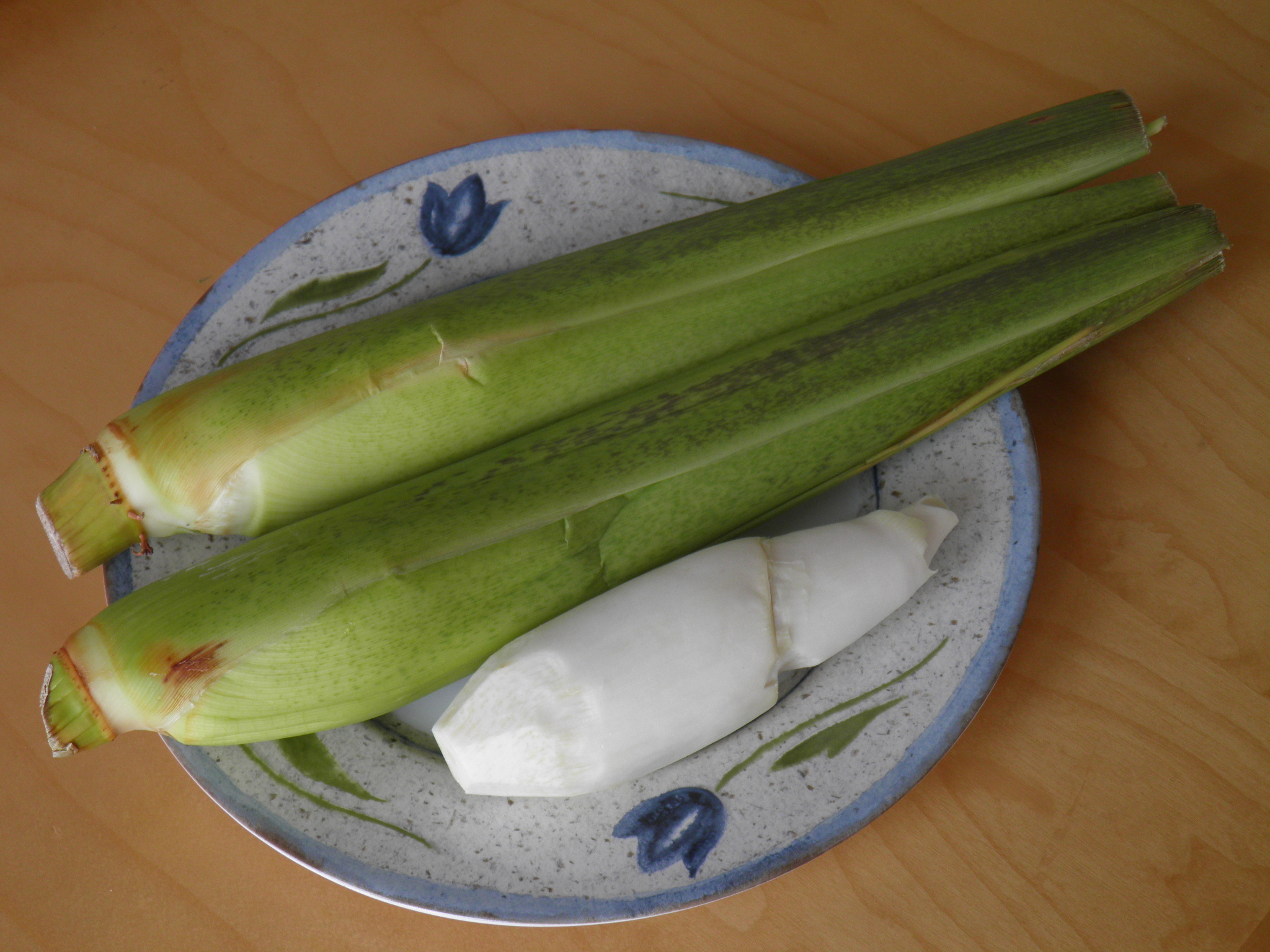
Tiges de Zizania latifolia pelées et non pelées.

Les tiges enflées sont récoltées comme légumes appelés gau-soon et kal-peh-soon (également, gau sun et kah peh sung) et jiaobai  en Chine.
Leur nom japonais est makomotake.
La partie de la tige affectée par la galle fait 3 à 4 cm de large et jusqu'à 20 cm de long.
Ce légume est cultivé en Chine depuis des siècles, au moins depuis 400 ans.
Il est apprécié pour sa saveur et sa texture tendre, et il se mange aussi bien cru que cuit. 
Il reste croustillant lorsqu'on le fait sauter.
La principale saison de récolte se situe entre septembre et novembre. Comme c'est également la saison des typhons dans certaines régions d'Asie, période pendant laquelle de nombreux autres légumes ne sont pas disponibles, cela rend ce produit d'autant plus attrayant pour les consommateurs.
Au Royaume-Uni, Zizania latifolia est souvent cultivée sur les rives des lacs afin de fournir un couvert aux oiseaux aquatiques.